# Speciale 1900
Speciale 1900 is een Belgisch bier. Het bier wordt gebrouwen door Brouwerij Haacht te Boortmeerbeek.

## Geschiedenis
Van de jaren ’30 tot de jaren ’60 brouwde Brouwerij Haacht haar eigen “Belge Double Speciale”. Vanaf dan werkte zij samen met Brouwerij Aerts en stond in voor de verdeling van de “Speciale Aerts” en later ook de “Aerts 1900”. Brouwerij Aerts werd in de jaren ’80 echter gesloten. Als eerbetoon aan de 'Spéciale Belge', een authentiek Belgische bierstijl ontstaan begin 1900, besloot Brouwerij Haacht in 2007 terug een soortgelijk bier te brouwen: de “Speciale 1900”. Hiervoor maakt ze gebruik van een oude, originele giststam die bewaard werd in de brouwerij. Deze giststam is sterk bepalend voor de smaak.

## Het bier
Speciale 1900 is een amberkleurige Spéciale belge met een alcoholpercentage van 5%. Het is door de VLAM (het Vlaams Centrum voor Agro- en Visserijmarketing) erkend als streekproduct.